# 霹雳博物馆
4°51′37″N 100°44′44″E / 4.8601676°N 100.7455335°E
太平霹雳博物馆是位於馬來西亞霹靂州太平博物館路和Jalan Taming Sari（主路）交匯處的公共博物館。它是馬來西亞最古老的博物館，突顯了馬來西亞的国家歷史。是马来西亚国家文化遗产中47项建筑物遗迹中的其中一座建筑物遗迹。

## 历史
霹靂博物館成立於1886年，是馬來西亞最古老的博物館。它是由霹靂州的第四任英國參政司——休·洛爵士（Sir Hugh Low）成立於1883年。其建设资金由休羅爵士和瑞天咸爵士（Sir Frank Swettenham）的籌款活動籌集。休·洛爵士于1877至1889年間曾任馬來西亞霹靂州參政司。瑞天咸則是在1889年至1895年間接任霹靂州參政司，並在1896至1990年間曾任马来联邦總參政司，1901至1904年間担任海峽殖民地總總督和總司令。
博物館最初主要展出有关自然歷史的展品，包括了民族志，動物學，植物學和地質學等主题，是其創始人休·洛爵士主要的关注領域。博物館的第一位策展人是萊昂納德·懷雷（Leonard Wray Jr.），1883年至1903年间是拉律（Larut，太平旧称）的一名植物學家、地質學家和政府山（Government Hill）總監。
一開始，博物館被设置在一些重新裝修的政府办公室，而新古典主義設計的建築於1883年兴建。該建築物包括一個辦公室，圖書館和展覽廳（畫廊A），並在1886年完成，在1889年，博物館进行擴建工程。一個新的展廳（畫廊B）於1891年至1893年建成。隨著展覽的收藏越來越多，1900年到1903年间建立了一座新的兩層建築（C和D畫廊）。